# Kiischpelt
Kiischpelt est une commune luxembourgeoise située dans le canton de Wiltz. Les bureaux de la commune se trouvent à Wilwerwiltz.

## Géographie

### Localisation
|       | Clervaux   |               |
| Wiltz | Kiischpelt | Parc Hosingen |
|       | Goesdorf   | Bourscheid    |

### Sections de la commune
- Alscheid
- Enscherange
- Kautenbach
- Lellingen
- Merkholtz
- Pintsch
- Wilwerwiltz (chef-lieu)

### Voies de communication et transports
- Gare de Kautenbach
- Gare de Wilwerwiltz

## Histoire
La commune est née d'une fusion des anciennes communes de Kautenbach et Wilwerwiltz le 1er janvier 2006.

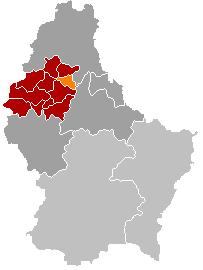
Kautenbach.
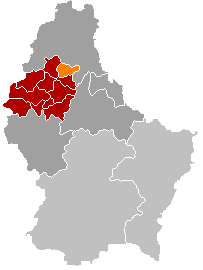
Wilwerwiltz.
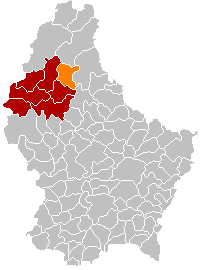
Kiischpelt.

## Population et société

### Démographie
L'évolution du nombre d'habitants est connue à travers les recensements de la population effectués dans le pays depuis 1821. Les recensements décennaux de la population permettent de caler les chiffres sur la composition de la population par sexe, âge, nationalité et commune de résidence. Entre deux recensements, la population au 1er janvier de l’année {\displaystyle x} est évaluée en ajoutant à la population au 1er janvier de l’année {\displaystyle x-1} les soldes naturel (naissances {\displaystyle -} décès) et migratoire (arrivées {\displaystyle -} départs) de l'année. La même méthode est appliquée pour la répartition par âge au 1er janvier et les effectifs totaux par nationalité. Depuis le 1er septembre 2023, le Luxembourg dénombre 100 communes.
Au 1er janvier 2024, la commune comptait 1 260 habitants.
| 1821 | 1851  | 1871  | 1880  | 1890  | 1900  | 1910  | 1922  | 1930  |
| ---- | ----- | ----- | ----- | ----- | ----- | ----- | ----- | ----- |
| 921  | 1 367 | 1 571 | 1 657 | 1 446 | 1 346 | 1 305 | 1 245 | 1 187 |

| 1935  | 1947  | 1960 | 1970 | 1978 | 1979 | 1981 | 1983 | 1984 |
| ----- | ----- | ---- | ---- | ---- | ---- | ---- | ---- | ---- |
| 1 197 | 1 091 | 908  | 745  | 635  | 630  | 619  | 620  | 640  |

| 1985 | 1986 | 1987 | 1988 | 1989 | 1990 | 1991 | 1992 | 1993 |
| ---- | ---- | ---- | ---- | ---- | ---- | ---- | ---- | ---- |
| 660  | 650  | 680  | 687  | 732  | 739  | 745  | 768  | 769  |

| 1994 | 1995 | 1996 | 1997 | 1998 | 1999 | 2000 | 2001 | 2002 |
| ---- | ---- | ---- | ---- | ---- | ---- | ---- | ---- | ---- |
| 764  | 783  | 807  | 820  | 854  | 891  | 893  | 865  | 859  |

| 2003 | 2004 | 2005 | 2006 | 2007 | 2008 | 2009 | 2010 | 2011 |
| ---- | ---- | ---- | ---- | ---- | ---- | ---- | ---- | ---- |
| 859  | 895  | 919  | 928  | 939  | 936  | 950  | 943  | 999  |

| 2012  | 2013  | 2014  | 2015  | 2016  | 2017  | 2018  | 2019  | 2020  |
| ----- | ----- | ----- | ----- | ----- | ----- | ----- | ----- | ----- |
| 1 024 | 1 071 | 1 091 | 1 110 | 1 114 | 1 168 | 1 202 | 1 201 | 1 214 |

| 2021  | 2022  | 2023  | 2024  | - | - | - | - | - |
| ----- | ----- | ----- | ----- | - | - | - | - | - |
| 1 209 | 1 230 | 1 260 | 1 260 | - | - | - | - | - |

Pour des raisons techniques, il est temporairement impossible d'afficher le graphique qui aurait dû être présenté ici.

## Culture locale et patrimoine

### Lieux et monuments
- Le château de Schuttbourg.

### Héraldique, logotype et devise
La commune ne possède pas de blason, l'administration communale utilise un logo reprenant ceux des communes fusionnées : Kautenbach et Wilwerwiltz.